# Nora Roberts: Niebo Montany
Nora Roberts: Niebo Montany (ang. Montana Sky) – amerykański melodramat filmowy z 2007 roku w reżyserii Mike’a Robe’a. Wyprodukowany przez wytwórnię Mandalay TV.
Premiera filmu miała miejsce 5 lutego 2007 roku na amerykańskim kanale Lifetime. W Polsce premiera filmu odbyła się 22 kwietnia 2007 roku.

## Fabuła
Po śmierci właściciela ogromnego rancza majątek dziedziczą jego trzy córki – Willa (Ashley Williams), Tess (Charlotte Ross) i Lily (Laura Mennell). Są przyrodnimi siostrami, ale nigdy się nie spotkały. Fortuna ma im zostać przekazana dopiero po roku, który spędzą razem na farmie. Dochodzi tam do dziwnych wydarzeń.

## Produkcja
Zdjęcia do filmu kręcono w Calgary i Okotoks w Albercie w Kanadzie.

## Obsada
Źródło: Filmweb
- Ashley Williams jako Willa
- John Corbett jako Ben
- Charlotte Ross jako Tess
- Laura Mennell jako Lily
- Diane Ladd jako Bess
- James Baker jako Han
- Nathaniel Arcand jako Adam
- Aaron Pearl jako Nate
- Tom Carey jako Jim
- Scott Heindl jako Jesse Carne

i inni.